# Sidney Crosby
Sidney Patrick Crosby (Cole Harbour, Nova Escócia, 7 de agosto de 1987) é um jogador profissional de hóquei no gelo canadense e capitão do Pittsburgh Penguins, da National Hockey League (NHL).
Ele foi a primeira escolha no recrutamento da NHL em 2005 e, já em sua segunda temporada (2006-07, foi o artilheiro da liga, com 120 pontos (36 gols e 84 assistências), tornando-se o jogador mais jovem a conquistar o Troféu Art Ross e o único abaixo dos vinte anos de idade. Nessa mesma temporada, Crosby foi ainda o sétimo jogador na história a conquistar os Troféus Art Ross, Hart e Lester B. Pearson (os três mais importantes individualmente na NHL) na mesma temporada. Ele usa o número 87 em referência à sua data de nascimento (em inglês, escreve-se 8/7/87).
Quando os Penguins conquistaram a Copa Stanley, em 2008-09, ele tornou-se o capitão mais jovem a erguer o troféu. "Lembro-me que o comissário Gary Bettman estava falando, e tivemos de posar para uma foto", descreveu, sete meses depois. "Não dá nem para ouvir nada. Não se vê nada. Você vai lá e vê a Copa, e você vê o pessoal esperando por ela. Todo mundo estava alucinado. Foi muito legal." Sete anos depois, em 2015-16, Crosby conquistou seu segundo título da NHL, dessa vez recebendo o Troféu Conn Smythe como melhor jogador dos playoffs, feito que ele repetiu em 2016-17. Crosby é um dos 27 jogadores de hóquei a conseguir o ouro triplo, com títulos da Copa Stanley, Campeonato Mundial e Olimpíadas.

## Estatísticas
| 2001–02       | Dartmouth Subways   | MAAA          | 74   | 95  | 98   | 193  | 114 | 7   | 11 | 13  | 24  | 0  |
| 2002–03       | Shattuck St. Mary's | USHS          | 57   | 72  | 90   | 162  | 104 | --  | -- | --  | --  | -- |
| 2003–04       | Rimouski Océanic    | QMJHL         | 59   | 54  | 81   | 135  | 74  | 9   | 7  | 9   | 16  | 10 |
| 2004–05       | Rimouski Océanic    | QMJHL         | 62   | 66  | 102  | 168  | 84  | 13  | 14 | 17  | 31  | 16 |
| 2005–06       | Pittsburgh Penguins | NHL           | 81   | 39  | 63   | 102  | 110 | --  | -- | --  | --  | -- |
| 2006–07       | Pittsburgh Penguins | NHL           | 79   | 36  | 84   | 120  | 60  | 5   | 3  | 2   | 5   | 4  |
| 2007–08       | Pittsburgh Penguins | NHL           | 53   | 24  | 48   | 72   | 39  | 20  | 6  | 21  | 27  | 12 |
| 2008–09       | Pittsburgh Penguins | NHL           | 77   | 33  | 70   | 103  | 76  | 24  | 15 | 16  | 31  | 14 |
| 2009–10       | Pittsburgh Penguins | NHL           | 81   | 51  | 58   | 109  | 69  | 13  | 6  | 13  | 19  | 6  |
| 2010–11       | Pittsburgh Penguins | NHL           | 41   | 32  | 34   | 66   | 31  | —   | —  | —   | —   | —  |
| 2011–12       | Pittsburgh Penguins | NHL           | 22   | 8   | 29   | 37   | 14  | 6   | 3  | 5   | 8   | 9  |
| 2012–13       | Pittsburgh Penguins | NHL           | 36   | 15  | 41   | 56   | 16  | 14  | 7  | 8   | 15  | 8  |
| 2013–14       | Pittsburgh Penguins | NHL           | 80   | 36  | 68   | 104  | 46  | 13  | 1  | 8   | 9   | 4  |
| 2014–15       | Pittsburgh Penguins | NHL           | 77   | 28  | 56   | 84   | 47  | 5   | 2  | 2   | 4   | 0  |
| 2015–16       | Pittsburgh Penguins | NHL           | 80   | 36  | 49   | 85   | 42  | 24  | 6  | 13  | 19  | 4  |
| 2016–17       | Pittsburgh Penguins | NHL           | 75   | 44  | 45   | 89   | 24  | 24  | 8  | 19  | 27  | 10 |
| 2017–18       | Pittsburgh Penguins | NHL           | 82   | 29  | 60   | 89   | 46  | 12  | 9  | 12  | 21  | 6  |
| 2018–19       | Pittsburgh Penguins | NHL           | 79   | 35  | 65   | 100  | 36  | 4   | 0  | 1   | 1   | 2  |
| 2019–20       | Pittsburgh Penguins | NHL           | 41   | 16  | 31   | 47   | 15  | 4   | 2  | 1   | 3   | 0  |
| 2020–21       | Pittsburgh Penguins | NHL           | 55   | 24  | 38   | 62   | 26  | 6   | 1  | 1   | 2   | 2  |
| 2021–22       | Pittsburgh Penguins | NHL           | 69   | 31  | 53   | 84   | 32  | 6   | 2  | 8   | 10  | 2  |
| 2022–23       | Pittsburgh Penguins | NHL           | 82   | 33  | 60   | 93   | 52  | -   | -  | -   | -   | -  |
| 2023–24       | Pittsburgh Penguins | NHL           | 82   | 42  | 52   | 94   | 40  | -   | -  | -   | -   | -  |
| 2024–25       | Pittsburgh Penguins | NHL           | 80   | 33  | 58   | 91   | 31  | -   | -  | -   | -   | -  |
| Totais da NHL | Totais da NHL       | Totais da NHL | 1352 | 625 | 1062 | 1687 | 854 | 180 | 71 | 130 | 201 | 83 |

## Realizações
Recordes

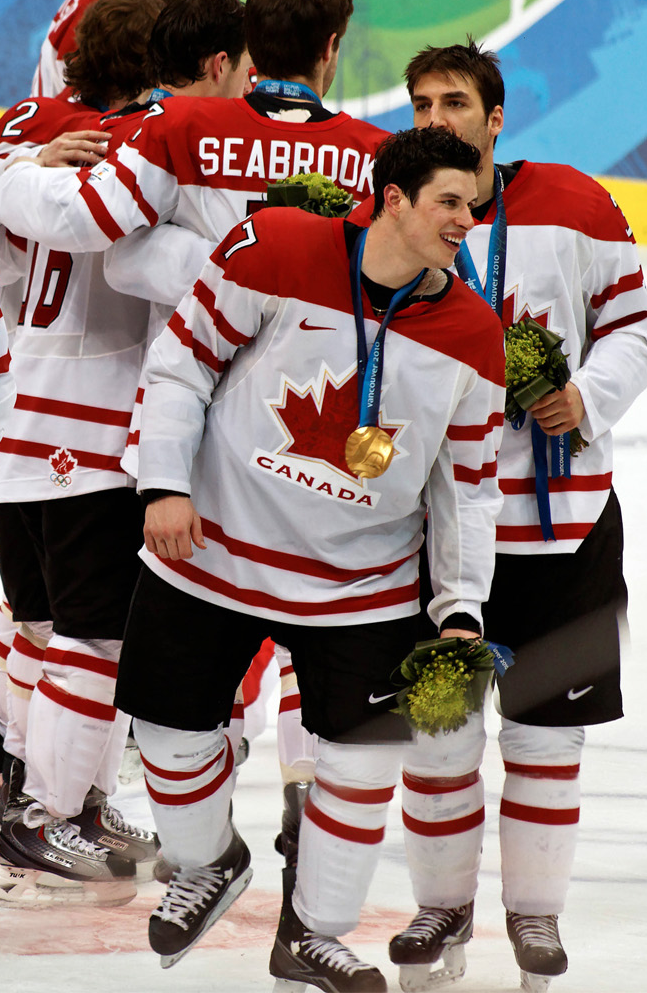
Crosby comemorando com o time canadense a medalha de ouro nos Jogos Olímpicos de Inverno de 2010.

- Recorde do Pittsburgh Penguins de assistências em uma temporada para um novato (63).
- Recorde do Pittsburgh Penguins de pontos em uma temporada para um novato (102).
- Primeiro novato a acumular 100 pontos e 100 minutos de penalidades em uma temporada.
- Jogador mais jovem na história da NHL a marcar 100 pontos em uma temporada.
- Jogador mais jovem na história da NHL a a marcar 200 pontos em sua carreira (19 anos e 207 dias).
- Jogador mais jovem na história da NHL a marcar 100 pontos em duas temporadas consecutivas.[3]
- Jogador mais jovem a ser eleito para o Jogo das Estrelas da NHL.[4]
- Jogador mais jovem na história da NHL a conquistar o Troféu Art Ross.[5]
- Jogador mais jovem na história da NHL a conquistar o Troféu Lester B. Pearson Award.[6]
- Jogador mais jovem na história da NHL a ser eleito para o Primeiro Time das Estrelas.[7]
- Jogador mais jovem na história da NHL a ser eleito o capitão titular de seu time (em janeiro de 1984 Brian Bellows, do Minnesota North Stars, tornou-se capitão interino de seu time quando era cinco meses mais novo que Crosby, mas ele só o foi durante a segunda metade da temporada de 1983-84, enquanto substituía o capitão Craig Hartsburg, que estava contindido).
- Capitão mais jovem na história da NHL a conquistar a Copa Stanley (21 anos, 10 meses e 5 dias).[8]
- Autor do primeiro gol em prorrogação a decidir uma medalha de ouro olímpica, em 28 de fevereiro de 2010.

Prêmios e troféus na NHL
- Copa Stanley: 2009, 2016, 2017

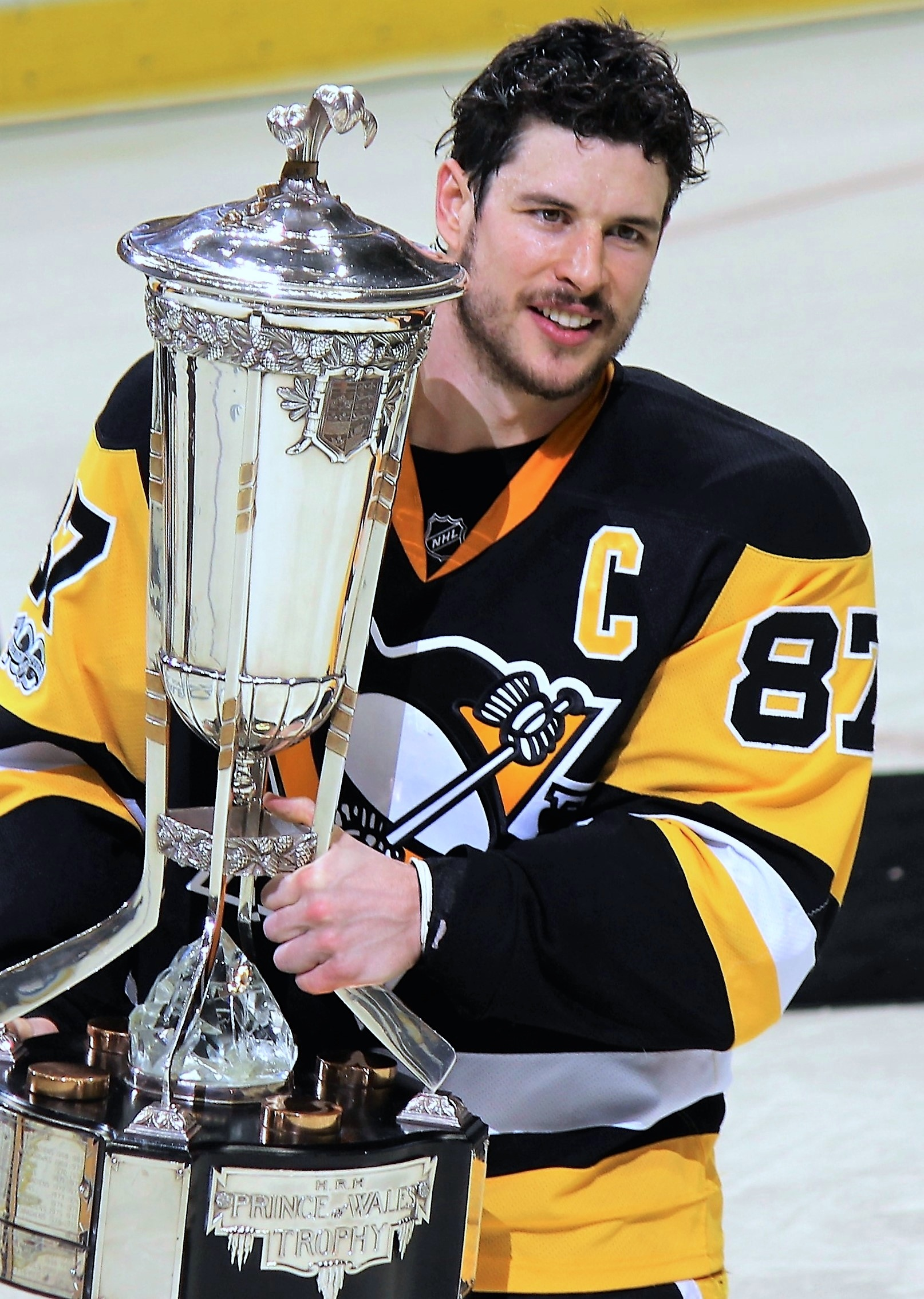
Crosby com o Troféu Príncipe de Gales em 2017.

- Troféu Maurice "Rocket" Richard: 2010, 2017
- Troféu Art Ross: 2007, 2014
- Troféu Lester B. Pearson: 2007, 2013, 2014
- Troféu Hart: 2007, 2014
- Troféu Conn Smythe: 2016, 2017
- Primeiro Time de Estrelas da NHL: 2007, 2013, 2014, 2016
- Segundo Time de Estrelas da NHL: 2010, 2015, 2017
- Seleção de Novatos da NHL: 2006
- Novato do mês: outubro de 2005
- Jogo das Estrelas: 2007, 2008*, 2009*, 2011*, 2015*, 2017
- Troféu de Liderança Mark Messier: janeiro de 2007, 2010

*Não pôde jogar por causa de contusão.
Prêmios na seleção canadense
- Hóquei no gelo nos Jogos Olímpicos: Ouro em 2010 e 2014
- Campeonato Mundial de Hóquei no Gelo: Ouro em 2015, artilheiro em 2006
- Campeonato Mundial de Hóquei no Gelo SUB-20: Prata em 2004, Ouro em 2005